# AviPa Marlim (LP-01)
O AviPa Marlim (LP-01) é um navio-patrulha da Marinha do Brasil da Classe Marlim.
Encomendado em junho de 2004, foi integrado ao 1º Distrito Naval da Marinha do Brasil, subordinado ao Grupamento Naval do Sudeste em julho de 2006. A embarcação foi construída em alumínio.
Foi classificada como (LP) lancha de patrulha número de amura (LP-O1), em seguida foi reclassificado como (AviPa) aviso de patrulha e em 2009 o indicativo no casco passou a ser (GptPNSE-01).